# Azetidincarbonsäuren

(S)-Azetidin-2-carbonsäure (links), (R)-Azetidin-2-carbonsäure (Mitte) und Azetidin-3-carbonsäure (rechts)

Azetidincarbonsäuren zählen zu den cyclischen nichtproteinogenen Aminosäuren. Je nach Stellung der Carboxygruppe am Azetidin-Ring unterscheidet man zwischen den Azetidin-2-carbonsäuren und der Azetidin-3-carbonsäure (CAS-Nummer: 36476-78-5). Die Azetidin-2-carbonsäure besitzt ein stereogenes Zentrum, ist also chiral. Somit gibt es von der Azetidin-2-carbonsäuren zwei Enantiomere, die (S)-Azetidin-2-carbonsäuren und die (R)-Azetidin-2-carbonsäure:
(S)-Azetidin-2-carbonsäure kommt natürlich in Liliengewächsen (u. a. Maiglöckchen) sowie in Samen einiger Hülsenfrüchtler vor. Aufgrund der Ähnlichkeit mit Prolin wird sie anstelle dieser Aminosäure in Peptide eingebaut, die dadurch ihre Funktion verlieren.